# Арсланово (Чишминський район)
Арсла́ново (рос. Арсланово, башк. Арыҫлан) — село у складі Чишминського району Башкортостану, Росія. Адміністративний центр Арслановської сільської ради.
Населення — 650 осіб (2010; 635 в 2002).
Національний склад:
- татари — 69 %
- башкири — 29 %